# Секвоя вічнозелена
Секво́я вічнозеле́на  (також секвойя вічнозелена) (Sequoia sempervirens) — єдиний живий вид деревних рослин з роду секвоя (Sequoia) родини кипарисових. Представники цього виду є найвищими деревами на Землі. Вважається, що понад 95 % від первісної частини секвоєвих пралісів було вирубано задля деревини. Два інших роди, мамонтове дерево і метасеквоя у підродині Sequoioideae тісно пов'язані з родом секвоя.
Природний ареал роду — Тихоокеанське узбережжя Північної Америки. Окремі екземпляри секвої вічнозеленої досягають висоти понад 110 м — це одні з найбільших дерев на Землі. Максимальний вік — понад 3 000 років (секвоя росте до шести тисяч років).

## Назва

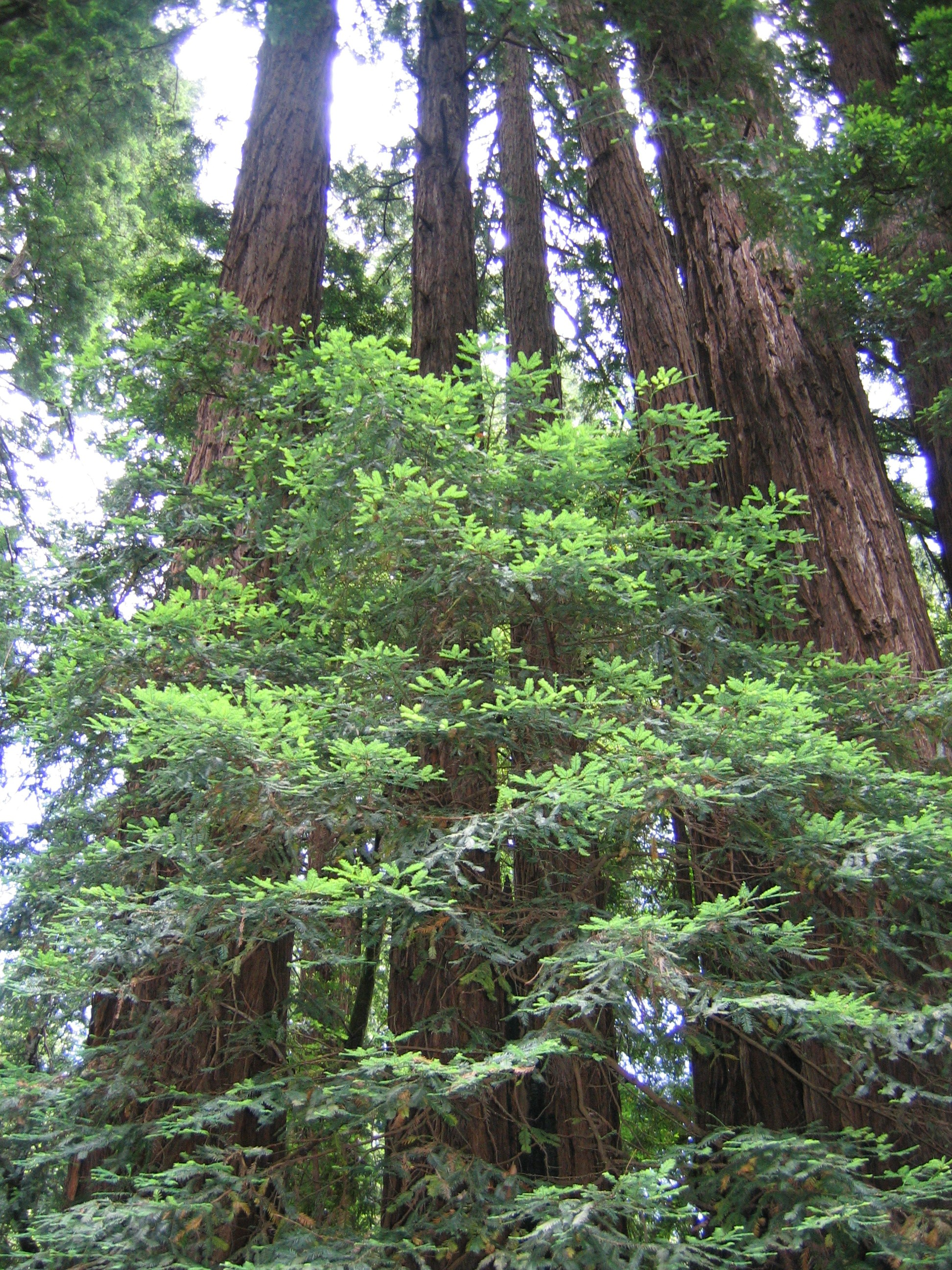
Молоді відростки навколо старого дерева.

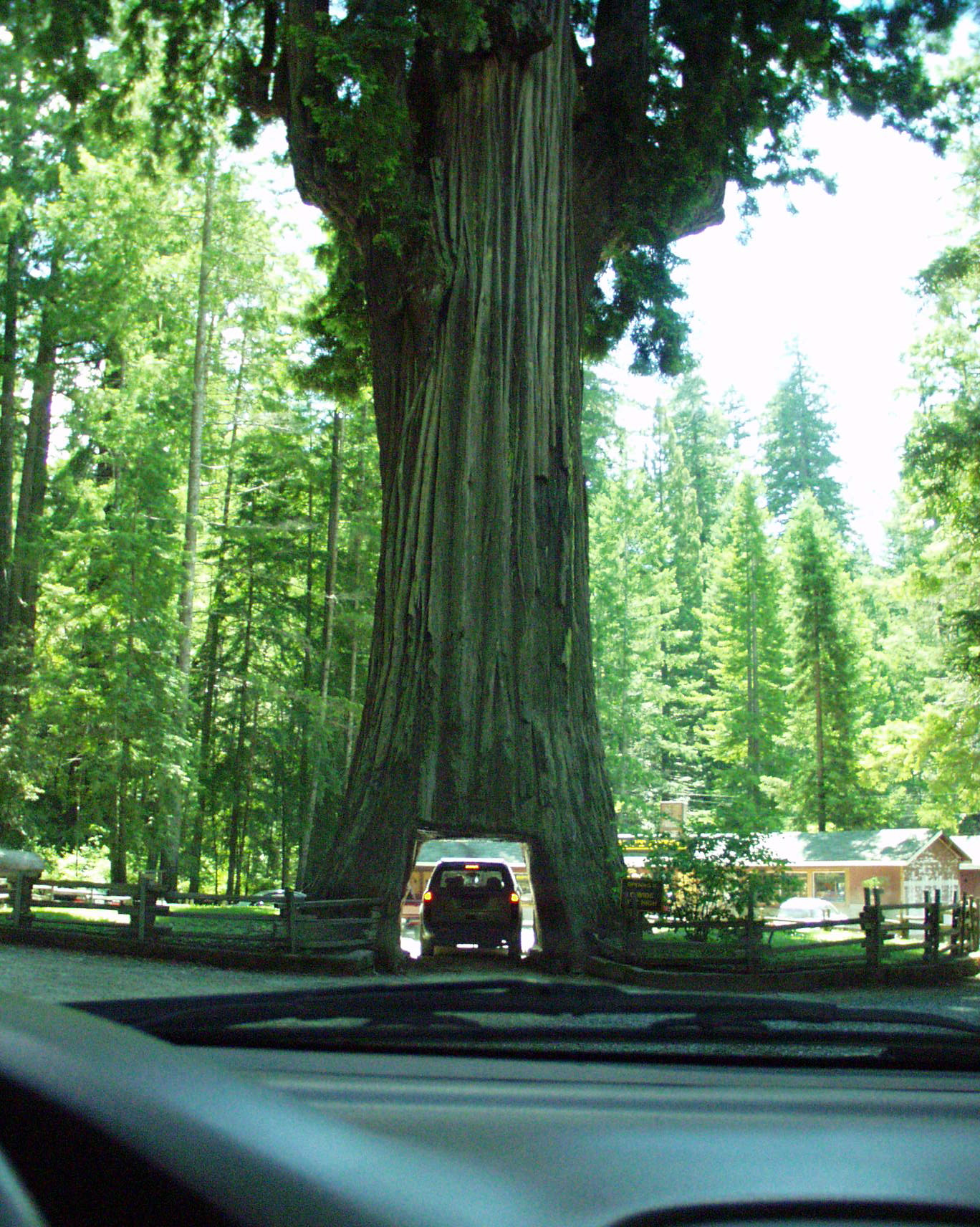
Тунель у стовбурі

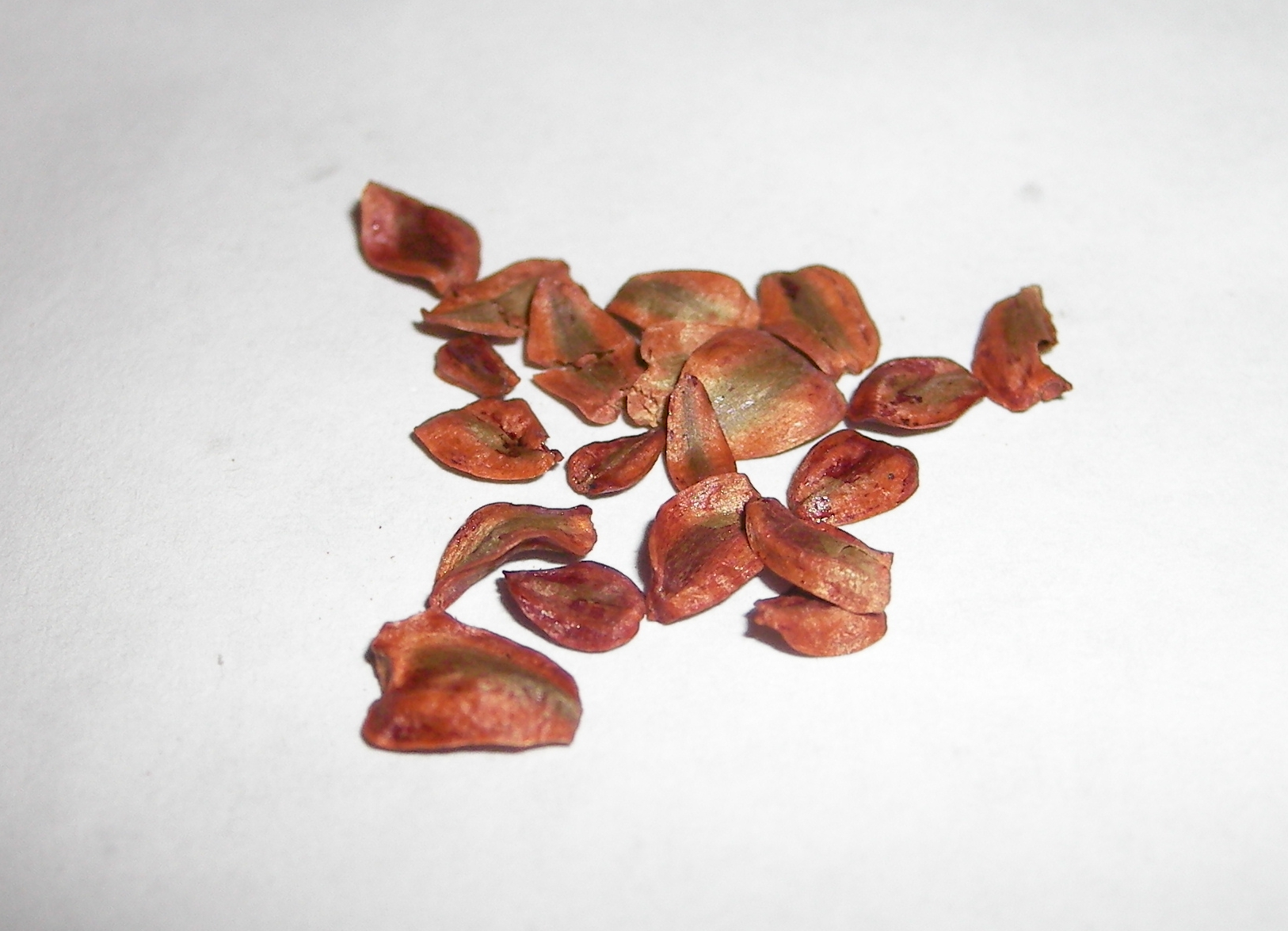
Насіння

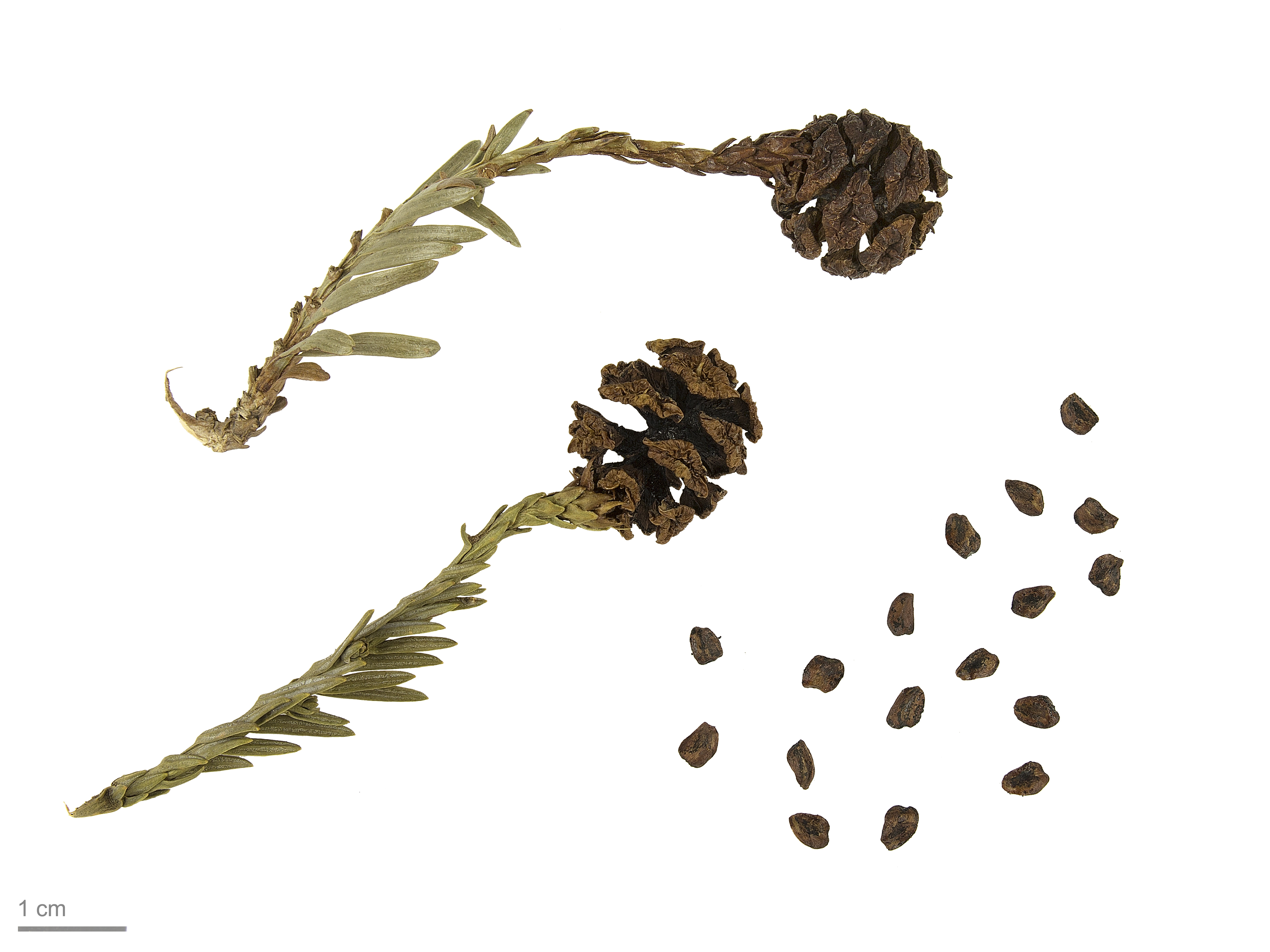
Sequoia sempervirens

Спочатку секвої називали каліфорнійськими соснами або мамонтовими деревами, через схожість загнутих догори гілок з бивнями мамонтів. Карл Лінней в 1859 р. назвав це дерево на честь англійського полководця Веллінгтона — «Веллінгтонія велетенська», що викликало невдоволення в американців, які назвали дерево ім'ям свого національного героя Джорджа Вашингтона — «вашингтонія велетенська». Однак і ця назва не прижилася.
Родову назву було запропоновано австрійським ботаніком Штефаном Ендліхером в 1847 році для дерева, раніше відомого під назвою Taxodium sempervivens D.Don. Ендліхер не вказав її походження. У 1854 році Ейса Грей, визнавав необхідність виділення роду, писав про нову назву, як про «безглузду і немилозвучну». У 1858 році Джордж Гордон опублікував етимологію родових назв ряду родів хвойних рослин, запропонованих Ендліхером, однак пояснення назви «Sequoia» не знайшов.
У 1868 році геолог зі штату Каліфорнія Джозайя Дуайт Уїтні в путівнику по Йосеміті The Yosemite Book вказав, що рослину було названо на честь Секвої (Джорджа Гесса) (Sequoyah, бл. 1770 — бл. 1843) — вождя індіанського племені черокі, винахідника складової азбуки черокі (1826) і засновника газети мовою черокі. За Уїтні, Ендліхер дізнався про індіанського вождя зі статті в Country Gentleman, яка привернула його увагу. З наступних видань The Yosemite Book фразу про статтю в Country Gentleman було вилучено через її очевидну помилковість. Ендліхер опублікував назву в 1847 році, помер 28 березня 1849 року, а перший номер Country Gentleman вийшов тільки 4 листопада 1852 року. В Country Gentleman дійсно з'явилася стаття із згадкою Секвої тільки 24 січня 1856 року. У цій статті описано дерево Sequoia gigantea, а також вперше припускалося, що воно назване за іменем індіанського вождя.
У 1860 році в журналі The Gardener's Monthly з'явилося дві статті, в першій з яких якийсь L. підтримував виправданість називання роду рослин ім'ям видатного індіанського вождя, а в другій редактор журналу Томас Міена повідомляв, що ніяких доказів того, що рід було названо ім'ям Секвої, ні у нього, ні у L. немає, проте їм це здається досить імовірним.
Джордж Гордон у 1862 році припустив, що Sequoia утворено від лат. sequī — «слідувати за чимось», на його думку, цей рід «слідує» за родом Таксодіум, з якого Ендліхер його виділив. Однак він виділив з роду Таксодіум також рід Гліптостробус, а назвав його зовсім інакше.
У 1879 році Джон Гілл Леммон писав: «вважається, що [назву] утворено від [імені] Секвої, видатного індіанця черокі, однак немає сумніву, що це — висловлена пізніше ідея, яка не повинна підтримуватися». На його думку, Ендліхер утворив назву від sequī, вважаючи секвою послідовником великих лісів минулого. Згодом Леммон продовжив дослідження щодо встановлення походження назви, а також надіслав письмові запити до п'ятьох провідних дендрологів щодо їхньої думки про назву. У 1890 році він опублікував їхні відповіді і свої висновки в статті Origin of the Name Sequoia. Так, Джозеф Долтон Гукер писав, що Грей вважав рід названим у пам'ять про вождя Черокі. Томас Міена повідомив, що L. — Дж. Х. Ліппінкотт, був особисто знайомий з О. П. Декандолем і, ймовірно, зі знайомими Ендліхера. Альфонс Декандоль відповів, що слово Sequoia — ймовірно, набір букв і позбавлене будь-якого сенсу. Двоє ботаніків з поставленого питання думки не мали.
Також Леммон згадав про свою розмову з Гукером і Гріємо, що відбулася в 1877 році, після відвідування ними берега Каліфорнії, коли на питання Леммона про походження назви секвої Грей відповів, що вона, без сумніву, утворена від sequī, а Ендліхер вважав секвою наступником скам'янілих дерев доісторичного періоду. Проте у вищезгаданому листі Гукер стверджував про іншу думку Грея, що може свідчити про неправильну інтерпретацію Леммоном його слів. Проти версії про спадкоємність доісторичних дерев побічно свідчить той факт, що Ендліхер у тій же роботі 1847 року описав кілька рослин за скам'янілостями, не вказавши на близькість жодного з них до секвої.
У 2012 році каліфорнійський учений Гері Лау (англ. Gary D. Lowe) прийшов до іншого висновку щодо походження назви.
Ендліхер помістив рід Sequoia в підпорядок Cunninghamieae, до якого також відніс чотири раніше відомих роди — Dammara, Cunninghamia, Athrotaxis і Sciadopitys. В той час стрімко розвивався математичний напрямок в систематиці рослин, і австрійський ботанік для розмежування родів використовував, крім інших, постійну в межах роду чисельну ознаку — кількість насінин на лусочці шишки: 1 у Dammara, 3 у Cunninghamia, 3-5 у Athrotaxis і 5-9 у Sciadopitys. У 1830 році Олександр Браун виявив, що послідовності 1, 3, 4, 7 (отримані середні числа насіння на лусочку у цих родів) — згодом числам Люка — відповідає також розташування в родів хвойних хвоїнок і шишок, на що звернув увагу Ендліхер.
При розгляді Taxodium sepmervivens Ендліхер виявив, що у цієї рослини на лусочку припадає по 5-7, в середньому по 6 насінин, які в послідовність 1, 3, 4, 7 не укладаються. Ендліхер отримав нову послідовність— 1, 3, 4, 6, 7. Ймовірно, саме з цієї причини він утворив нову родову назву від sequī. Внаслідок відсутності якоїсь єдності у принципах класифікації в XIX столітті математичні ознаки, яким надавав значення Ендліхер, були незабаром забуті.
Останні дослідження (2017 рік) Ненсі Мюледі-Мехам (англ. Nancy E. Muleady-Mecham) з університету Північної Аризони, в ході яких було проведено роботу з архівами у Відні, показують, що Ендліхер часто давав ботанічні назви на честь інших людей, був поліглотом і цікавився лінгвістикою. Крім того, аналізуючи листування, Мюледі-Мехам приходить до висновку, що Ендліхер був обізнаний про внесок вождя Секвої в розвиток мови і культури черокі. Таким чином, більш ймовірна точка зору, що рід отримав свою назву на честь вождя Секвої, як творця складової азбуки черокі.
Слід зазначити, що в ареалі природного поширення секвоя більш відома як «червоне дерево» (англ. Redwood, або Coastal Redwood, або California Redwood), в цьому ареалі розташовані заповідники Редвуд і М'юїрський ліс; в той же час рослини спорідненого виду секвоядендрон відомі як «гігантські секвої». Саме останні ростуть в Національному парку Секвоя.

## Ботанічний опис
Секвоя — вічнозелене однодомне дерево.
Крона конічної форми, гілки ростуть горизонтально або з легким нахилом вниз. Кора дуже товста, до 30 см завтовшки, і порівняно м'яка, волокниста, червоно-коричневого кольору відразу після її зняття (звідси англійська назва redwood, «червоне дерево»), з часом темніє. Коренева система складається з неглибоких, широко розкинутих бічних коренів. Листя 15-25 мм в довжину, витягнуте і пласке у молодих дерев, зі стрілками на затіненій нижній частини крони у старих дерев, і лускоподібне 5-10 мм в довжину у верхній частині крони старих дерев. Шишки яйцеподібні, 15-32 мм у довжину, з 15-25 спірально закрученими лусочками; запилення в кінці зими, дозрівання через 8-9 місяців. У кожній шишці 3-7 насінин, кожна з яких 3-4 мм в довжину і 0,5 мм в ширину. Насіння висипається, коли шишка висихає і відкривається.

## Поширення та екологія

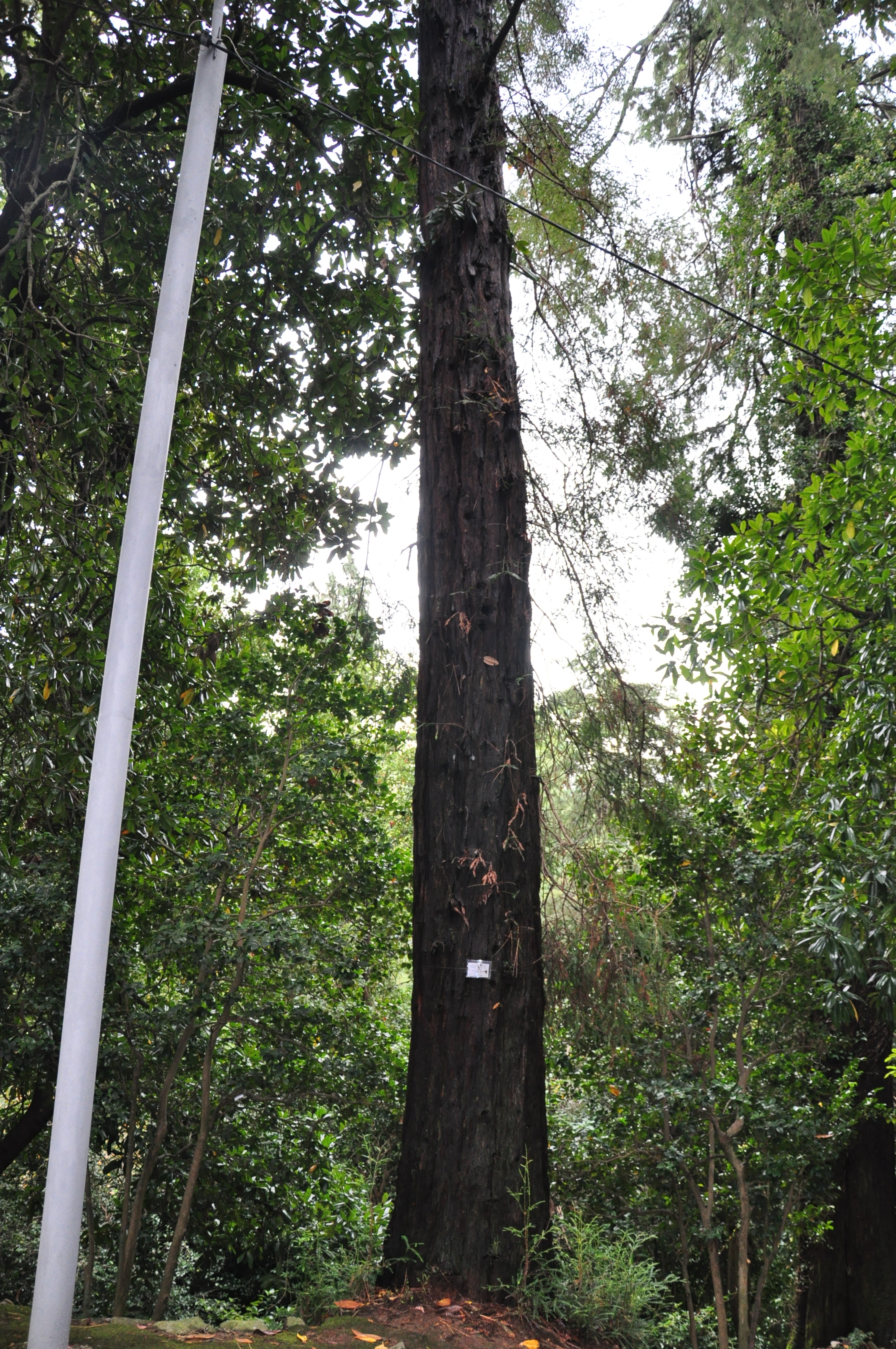
Батумський ботсад (2014)

Поширена в північноамериканських лісах вздовж берега Тихого океану. Росте в Каліфорнії
Ліси секвої вічнозеленої тягнуться вузькою смугою довжиною близько 720 км тихоокеанським узбережжям США від округу Монтерей на півночі Каліфорнії до річки Чітко на півдні штату Орегон. Секвоя вічнозелена потребує дуже вологого клімату, тому не росте від берега далі ніж на 32-48 км, залишаючись у смузі впливу морського туману. Колись секвої разом з іншими представниками таксодієвих були поширені в багатьох областях Північної півкулі, проте останнє заледеніння зберегло їх тільки на західному узбережжі Північної Америки разом з близьким видом секвоядендрон велетенський, мамонтове дерево, або веллінгтонія (Sequoiadendron giganteum), також єдиним представником свого роду, званим іноді секвоя велетенська (S. gigantea). Секвою вічнозелену розводять як декоративну рослину на південному сході США і в європейських областях з помірним кліматом. Середня висота секвої вічнозеленої — близько 90 м, а рекордна — 135 м. Володарем цього рекорду було дерево «Батько Лісів». Одразу після визначення висоти дерево зрубали. Діаметр стовбура часто сягає 6-7,6 м і може збільшуватися в рік на 2,5 см. Зрілість секвої вічнозеленої настає в 400—500 років, причому нерідкі екземпляри віком понад 1500 років (найстаршому серед відомих — близько 2200 років). Дерево добре розмножується кореневими відростками, пеньковими пагонами і насінням, яке після проростання дає швидкорослі сходи. Крона вузька, починається вище нижньої третини стовбура. Овальні шишки і короткі пагони з пласкою, блакитно-сірою хвоєю надають їй красу і пишність. Кора товста, червонувата, з глибокими борознами. Заболонь блідо-жовтого або білого кольору, а ядерна деревина — різних відтінків червоного. Коренева система утворена бічним корінням, неглибоко проникає в ґрунт.
До секвої вічнозеленої і Мамонтового дерева близька метасеквоя гліптостробусовидна (китайська) (Metasequoia glyptostroboides), що зустрічається на дуже обмеженій площі в Китаї. Розрізняють два різновиди секвої вічнозеленої — притиснуту (var. adpressa), що відрізняється більш дрібними розмірами, і сизу (var. glauca) — з блакитним кольором хвої.
В 1885 році її посадили у Нікітському ботанічному саді, а станом на 1964 рік її висота сягала 26 метрів з діаметром стовбура більше метра.

## Культивація і використання
Секвоя вічнозелена є видом з найбільш цінною деревиною для потреб лісозаготівельної промисловості. Практично половина усієї території зростання виду (3640 кв. км) перебуває на території активного лісокористування. Серед багатьох лісозаготівельників, що займались утриманням та заготівлею секвої, виділяється Песифік Ламбер Кампані (Pacific Lumber Company (1863—2008)), походженням з округу Гумбольдт, Каліфорнія, де остання володіла переважно секвойними лісами на площі 810 кв. км. Деревина секвої вічнозеленої високо ціниться за свою текстуру, малу вагу та опірність до гниття. Малий вміст смоли дозволяє поглинати вологу і протистояти пожежам.

За спогадами представника пожежної служби:
Велика пожежа у Сан-Франциско, що почалась 18 квітня 1906 р., могла охопити набагато більші площі міста, якщо вцілілі будинки не були б оздоблені деревиною із секвої.
Завдяки вражаючій опірності до гниття, секвоя масово використовувалась для виробництва шпал та мостових опор по всій Каліфорнії. Значна кількість шпал використовувались повторно в садах в якості бордюрів, сходинок, крокв. Секвойні капи йшли на стільниці, шпон та сувеніри.
Народ племені Юрок, що мешкали на цій території до прибуття європейців, регулярно випалювали рослинність з метою прискорити розвиток таноаку, з якого збирали жолуді, для збереження лісових галявин, а також для поширення популяцій корисних рослин, придатних для лікування та кошикоплетіння.

## Цікава статистика

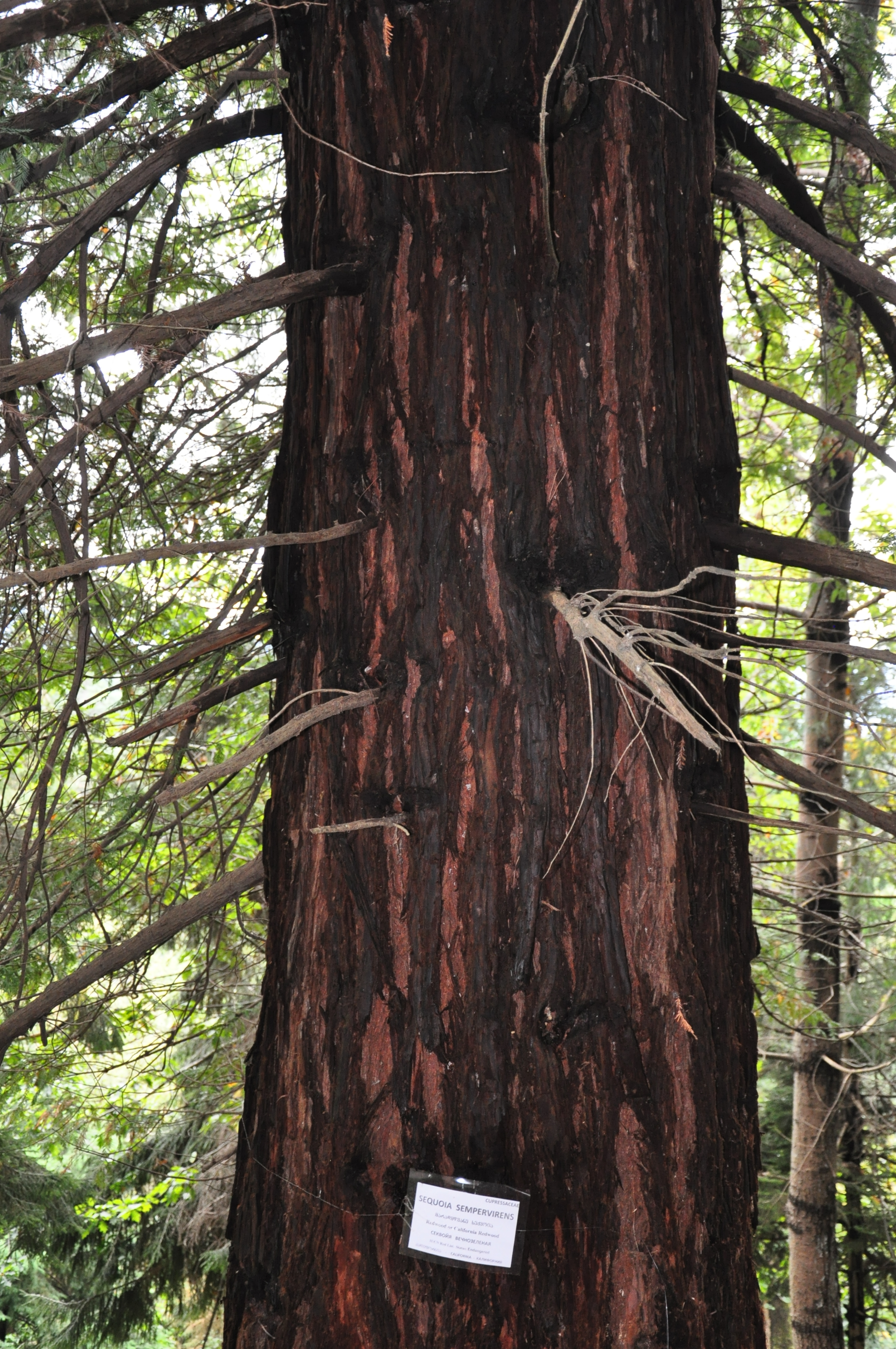
Ботсад м. Батумі (2014)

- Ботсад м. Батумі (2014)Спили величезних стовбурів гігантського дерева секвої досягають 12 метрів у поперечнику[4]. У тунель, зроблений в такому дереві, вільно в'їжджає екіпаж, а на пні можуть танцювати шістнадцять пар і поміщається оркестр[4].
- Найвищу секвою знайдено влітку 2006 року Крісом Аткінсом (англ. Chris Atkins) та Майклом Тейлором (англ. Michael Taylor) в національному парку Редвуд. Висота «Гіперіона» (так було названо дерево) становить 115,5 метра (379,1 фута)[7]. Дослідники заявили, що пошкодження, завдані дереву у верхній частині дятлом, перешкодили секвої досягти 115,8 метра (380 футів).
- Попереднім рекордсменом із живих дерев був «Стратосферний Гігант» в парку штату Каліфорнія Гамболдт-Редвудс, його висота — 112,83 метра, попередній вимір був у 2004 (у серпні 2000—112,34 м, в 2002—112,56 м).
- Висоту в понад 110 м мають 15 живих дерев, а вищих за 105 м — 47 дерев.
- Найвище дерево дугласії — дугласія тисолиста — має висоту 100,3 м.
- У 2004 році журнал Nature написав, що максимальна теоретична висота секвої (або будь-якого іншого дерева) обмежена 122—130 метрами, через гравітацію та тертя між водою і порами деревини, через котрі вона сочиться.
- Найоб'ємніше дерево — «Титан Дель Норте». Його об'єм становить 1 044,7 м³, висота — 93,57 м, а діаметр — 7,22 м. Серед живих дерев тільки 15 секвоядендронів велетенських масивніші за нього; хоч вони коротші, але у них товщий стовбур. Так об'єм найпотужнішої гігантської секвої «Генерал Шерман» дорівнює 1 488 м³.
- Одну секвою спилювали 7-метровою пилкою 17 днів. Для її перевезення знадобилося 30 великих залізничних платформ.[8]